# Scott Westerfeld
Scott Westerfeld (Dallas, 5 maggio 1963) è uno scrittore statunitense.
Nato in Texas, oggi si divide tra Sydney, nel Nuovo Galles del Sud, in Australia, e New York City.
Nel 2001 ha sposato la scrittrice australiana Justine Larbalestier.

## Premi e riconoscimenti
- Evolution Darling è stato nel 2000 tra i Notable Books del New York Times e ha ricevuto una segnalazione speciale al Premio Philip K. Dick.
- So Yesterday ha vinto un Victorian Premier's Literary Award (un premio letterario australiano) nel 2005[1]. I diritti cinematografici dell'opera sono stati acquistati dai produttori di Fahrenheit 9/11 e Bowling a Columbine.
- I diari della mezzanotte: L'ora segreta ha vinto un Aurealis Award.
- Vampirus e Brutti sono stati entrambi candidati come "miglior libro per giovani adulti" nel 2006[2] dalla American Library Association, e la serie Brutti è stata presa in considerazione dalla Twentieth Century Fox per realizzarne una serie televisiva.

## Opere

### Succession
- Risen! (The Risen Empire, 2003)
- Risen - Lo sterminio dei mondi (The Killing of Worlds, 2003)

### I diari della mezzanotte
- I diari della mezzanotte. L'ora segreta (Midnighters. The Secret Hour, 2004), traduzione di Sandro Ristori, Nuova Narrativa Newton 143, Newton & Compton, 2009
- Dentro le tenebre (Touching Darkness, 2005)
- I cacciatori della notte (Blue Noon, 2006)

### Uglies
- Brutti (Uglies, 2005), 2006
- Perfetti (Pretties, 2005), 2007
- Specials, 2006
- Extras, 2007
- Bogus to Bubbly: An Insider's Guide to the World of Uglies, 2008

### Peeps
- Vampirus (Peeps, 2005), 2008
- Apocalypse Vampirus (The Last Days, 2006), 2009

### Trilogia Leviathan
- Leviathan, 2009
- Behemoth, 2010
- Goliath, 2012, nella trilogia completa edita da Einaudi

### Altri
- Polymorph, 1997
- Fine Prey, 1998
- Evolution's Darling, 2000
- Fashion killers (So Yesterday, 2004), 2010

Risen! e Risen - Lo sterminio dei mondi dovevano essere due parti di un'unica storia, inizialmente intitolata Succession. Furono in seguito pubblicate insieme (solamente nel Regno Unito) come The Risen Empire.